# Зрече-Халупчанське
Зрече-Халупчанське (пол. Zrecze Chałupczańskie) — село в Польщі, у гміні Хмельник Келецького повіту Свентокшиського воєводства.
Населення — 181 особа (2011).
У 1975-1998 роках село належало до Келецького воєводства.

## Демографія
Демографічна структура на день 31 березня 2011 року:
|          | Загалом | Допрацездатний вік | Працездатний вік | Постпрацездатний вік |
| -------- | ------- | ------------------ | ---------------- | -------------------- |
| Чоловіки | 93      | 19                 | 65               | 9                    |
| Жінки    | 88      | 19                 | 41               | 28                   |
| Разом    | 181     | 38                 | 106              | 37                   |